# Mankós kereszt

A mankós kereszt olyan közönséges kereszt, melynek szárai T-alakban végződnek. Ilyen volt régen a mankó alakja is, melytől ez a kereszt a nevét vette. Legkorábbi ábrázolása a 3. század végéről, a római Szent Péter-bazilikában fordul elő. Az őskeresztény időkben a T szégyenletes kivégzőeszközt is jelentett. Nagy Konstantin császár korától gyakran a Khí-ró (Krisztogram) monogrammal helyettesítették.
A heraldikában számos változata van, legismertebb a jeruzsálemi kereszt. A sarlóvégű kereszt (Bárczay 118., la: crux lunis terminata, fr: croix croissante, en: lunate cross, horned cross, de: Halbmondkreuz) szárainak vége félholdszerű; a Szent Katalin kereszt (fr: croix de Sainte Catherine, de: Katharinen-Kreuz, la: crux Catharinae) kettős gyűrűbe foglalt mankós, illetve sarlóvégű kereszt, de másféle változatai is vannak; a kettős mankóvégű kereszt (Bárczay 119., la: crux repatibulata, fr: croix repotencée, de: Wiederkrückenkreuz, wiedergekrücktes Kreuz) végein még egy-egy nyúlvány van; hasonló a visszásan mankós kereszt (Bárczay 119., la: crux contra patibulata, fr: croix contre potencée, de: Doppelkrückenkreuz mit Halbkrücken); a félmankóvégű kereszt (Bárczay 119., la: crux semipatibulata, fr: croix demi potencée, croix cramponnée, de: halbgekrücktes Kreuz) megegyezik a horogkereszt egyik változatával. Ide sorolható még a keresztvégű kereszt (spanyol kereszt, szentelőkereszt, keresztszárú kereszt, la: crux brachiata, crux recruciata, fr: croix recroisetée, de: Wiederkreuz, en: cross crosslet) is, melyet az angol heraldikában nem mindig különböztetnek meg a Lázár-kereszttől. A mankós harántkereszt (de: Krückenschrägkreuz) az András-kereszt egyik változata.

## Változatai
Névváltozatok: mankóvégű kereszt (Bárczay 119.), mankósvégű kereszt, teuton kereszt, jeruzsálemi kereszt

fr: croix potencée, de: Krückenkreuz, gekrücktes Kreuz, Hammerkreuz, Kreuzknospenkreuz, en: cross potent, Teutonic cross, la: crux patibulata

Rövidítések:

Sarlóvégű kereszt
Holdasvégű kereszt (fr: croix à croissants, en: cross ending in crescents, de: mondbesetztes Kreuz, es: cruz falcada, it: croce con crescenti, nl: wassenaarskruis)
A Szt. Katalin kereszt vagy Katalin-kerék (de: Katharinenkreuz) egyik változata; Alexandriai Szent Katalin jelképe, akit 307-ben éles késekkel ellátott kerékkel akartak kivégezni, de ez összetört, végül lefejezték
Kettős mankóvégű kereszt
Visszásan mankós kereszt
Kétmankós kereszt (en: cross potent crossed)
Keresztvégű kereszt (fr: croix recroisetée, en: cross crosselet, de: Wiederkreuz), ilyen a Sablon:Hl ma használatos formája is. Ha a keresztszárak valamivel rövidebbek, megkurtított keresztvégű kereszt jön létre (de: Wiederkreuz mit verstuzten Querarmen)
Kettősen keresztvégű kereszt (en: cross crosslet crossed)
Keresztvégű kereszt horgony alakú végekkel (de: Wiederkreuz mit Mauerankerenden)
Mankós harántkereszt